# Taubenstraße 27 (Mönchengladbach)

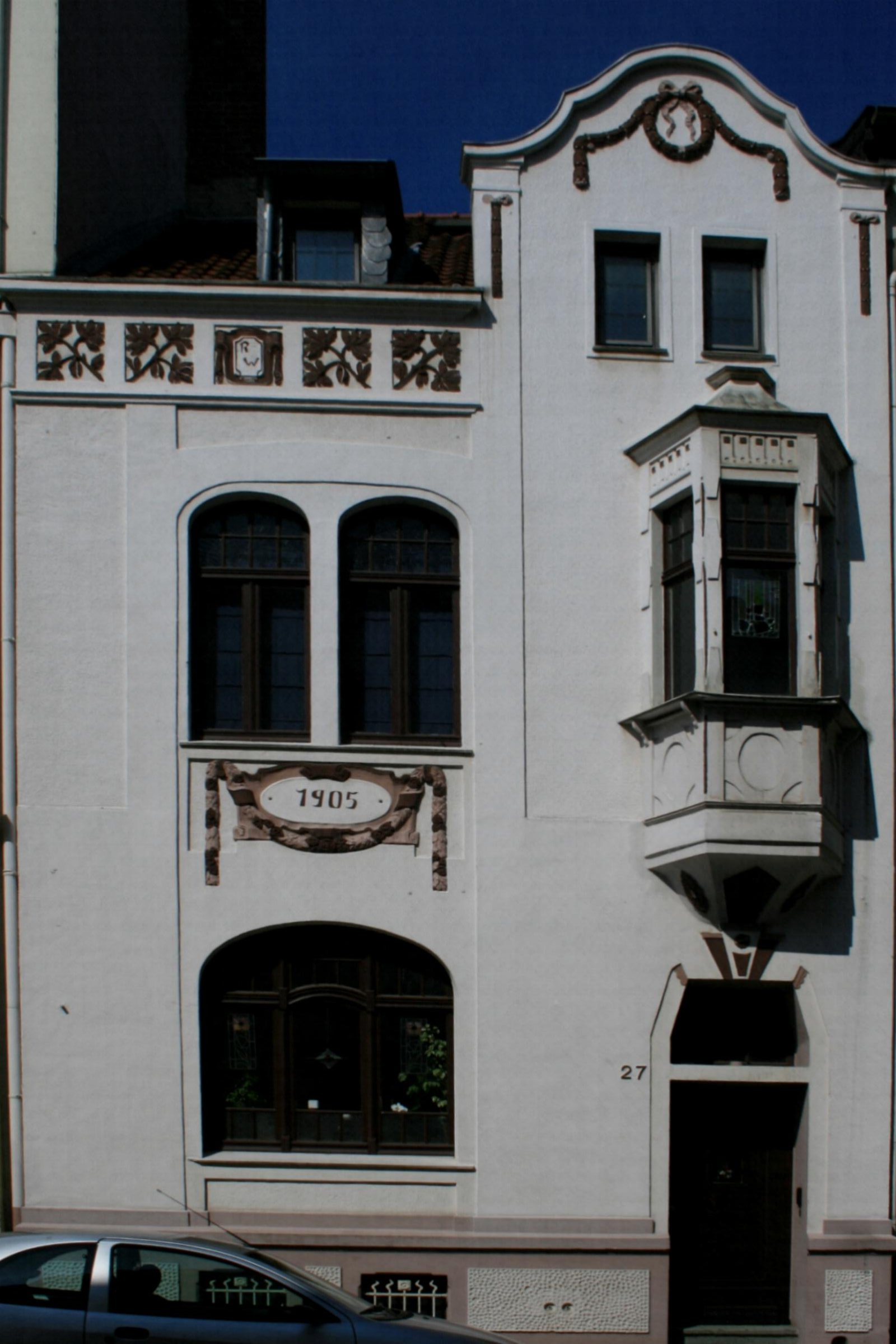
Wohnhaus (2010)

Das Wohnhaus Taubenstraße 27 steht im Stadtteil Grenzlandstadion in Mönchengladbach (Nordrhein-Westfalen).
Das Gebäude wurde 1905 erbaut und unter Nr. T 006 am 7. August 1990 in die Denkmalliste der Stadt Mönchengladbach eingetragen.

## Lage
Die Taubenstraße liegt nördlich des Rheydter Stadtzentrums. 

## Architektur
Es handelt sich um ein zweigeschossiges, zweiachsiges und traufenständiges Gebäude unter einem Satteldach mit dreiseitigem Erker sowie Zwerchhaus mit geschweifte Giebel aus dem Jahre 1905. Das Objekt ist aus ortsgeschichtlichen, architektonischen und volkskundlichen Gründen unbedingt schützenswert.